# خوراک مغز میمون

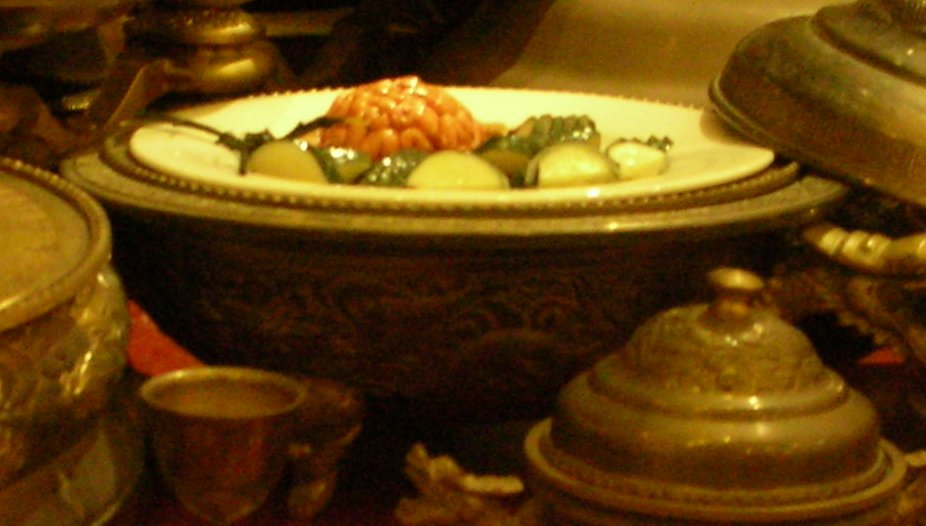
خوراک مغز میمون شبیه‌سازی شده در موزه فرهنگ غذایی تائو هونگ، هنگ کنگ، به عنوان بخشی از ضیافت سلطنتی مانچو هان

خوراک مغز میمون (انگلیسی: Monkey brains) غذایی است که گفته می‌شود حداقل بخشی از آن از مغز میمون تشکیل شده است. در حالی که مغز حیوانات در غذاهای مختلفی در سراسر جهان مصرف می‌شود، اما اینکه آیا واقعاً مغز میمون خورده شده است یا خیر، محل بحث است. در فرهنگ عامه غربی، خوردن مغز میمون اغلب به عنوان نمادی از فرهنگ‌های عجیب و غریب و بی‌رحمانه به تصویر کشیده می‌شود.
یکی از دلایل این باور اشتباه، ممکن است سردرگمی در ترجمه نام یک قارچ خوراکی به نام «قارچ یال شیر» باشد که در زبان چینی به معنای «قارچ سر میمون» است. این قارچ ظاهری شبیه به خز برخی از میمون‌های آسیایی دارد و ممکن است باعث شده باشد که مردم فکر کنند مغز میمون در غذاهای آسیایی استفاده می‌شود.
با این حال، شواهدی وجود دارد که نشان می‌دهد مغز میمون در گذشته در چین مصرف می‌شده است. برای مثال، در ضیافت‌های سلطنتی دودمان چینگ در قرن هفدهم، مغز میمون به عنوان یکی از غذاها سرو می‌شد. همچنین، برخی از نویسندگان سفر در قرن بیستم ادعا کرده‌اند که در رستوران‌های هنگ کنگ و ماکائو، مغز میمون زنده خورده‌اند.
با این حال، مشخص نیست که این عمل امروزه چقدر رایج است. در حال حاضر، سرو مغز میمون در چین غیرقانونی است و مجازات‌های سنگینی برای متخلفان در نظر گرفته شده است.
در گذشته، مغز میمون به عنوان بخشی از ضیافت‌های سلطنتی سلسله چینگ در قرن هفدهم میلادی سرو می‌شده است و احتمالاً به صورت مستقیم از جمجمه میمون خورده می‌شد.

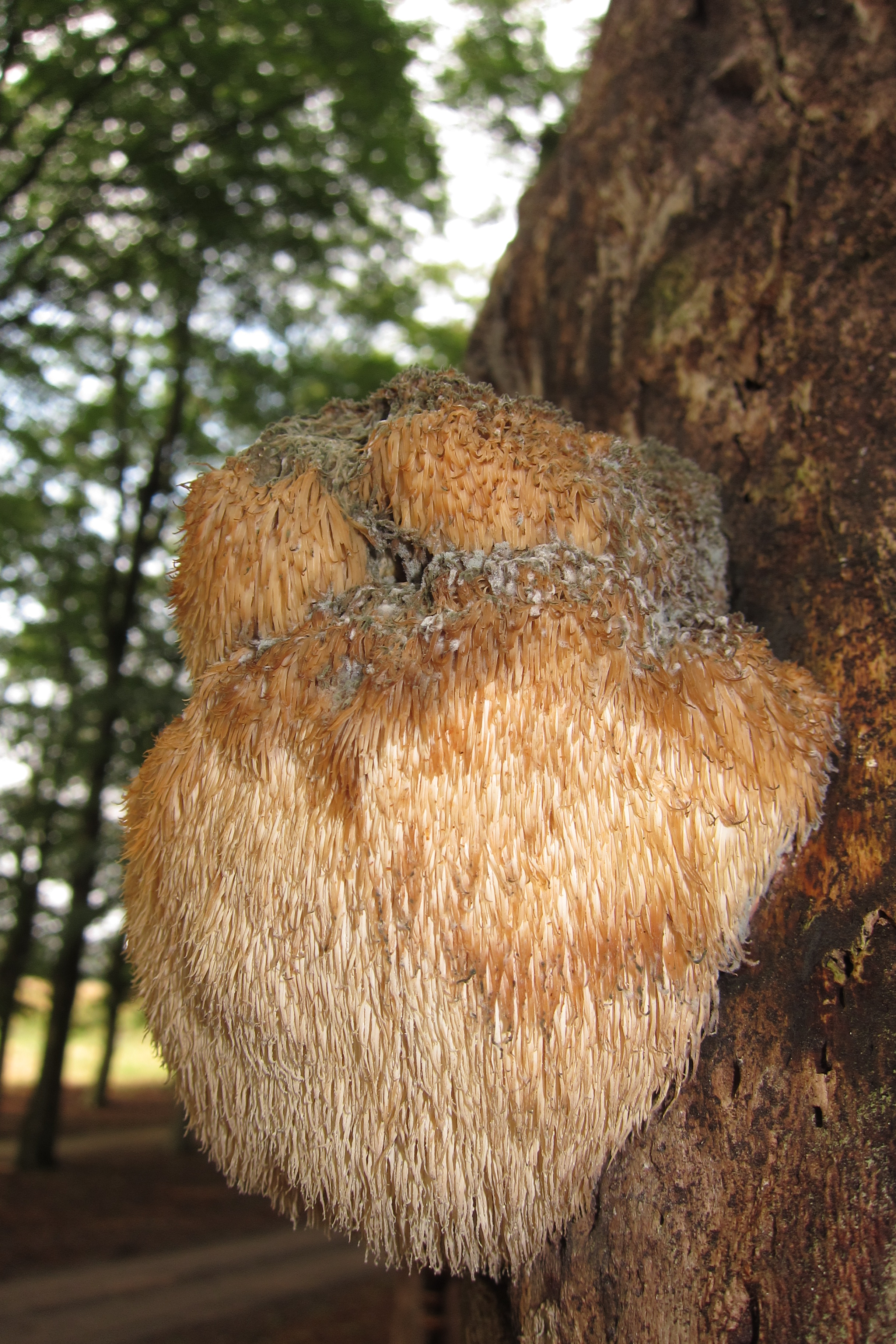
قارچ یال شیر، یک گونه قارچ خوراکی است که به دلیل شباهت ظاهری به خز برخی از نخستی‌های آسیایی مانند ماکاک‌ها، به نام قارچ سر میمون نیز شناخته می‌شود.

در سال ۱۹۵۸، لیلا هدلی، نویسنده سفر، در گزارشی به سرو مغز میمون در رستورانی در ماکائو در نزدیکی هنگ کنگ اشاره کرد. همچنین، آلبرت پودل، نویسنده دیگری، در کتاب خود «دور دنیا در ۵۰ سال» ادعا می‌کند که در سال ۱۹۶۶ در هنگ کنگ مغز میمون زنده خورده است. با این حال، شک و تردیدهایی در مورد میزان رایج بودن این عمل در حال حاضر وجود دارد. در قرن بیست و یکم، سیاست رسمی چین تهیه و سرو مغز میمون را ممنوع کرده و مجازات‌های سنگینی را برای متخلفان در نظر گرفته است.
آنجلا مدر، طبیعت‌شناس، نیز در مجله گوریل به یک رسم فرهنگی در میان مردم «آنانگ» در جنوب شرقی نیجریه و جنوب غربی کامرون اشاره کرده است که در آن رئیس قبیله جدید مغز یک گوریل شکار شده را می‌خورد. با این حال، این عمل تنها در موارد خاصی مانند انتصاب یک رئیس جدید انجام می‌شد و در غیر این صورت، کشتن گوریل‌ها ممنوع بود.

## خطرات برای سلامت
مصرف مغز و سایر بافت‌های دستگاه عصبی برخی از حیوانات برای سلامتی انسان خطرناک است و ممکن است منجر به بیماری‌های مغزی مانند بیماری کروتزفلد جاکوب شود.

## در فیلم و داستان
صحنه خوردن مغز میمون در فیلم‌های مختلفی به تصویر کشیده شده است، از جمله فیلم «چهره‌های مرگ» (۱۹۷۸)، فیلم «ایندیانا جونز و معبد مرگ» (۱۹۸۴)، فیلم جنایی ژاپنی «لباس ملوان و مسلسل» (۱۹۸۱) و فیلم کمدی «سرنخ» (۱۹۸۵). این صحنه‌ها اغلب برای ایجاد شوک و ترس در مخاطب استفاده می‌شوند و همچنین نمایانگر نگاه غربی به شرق هستند که به صورت کلیشه‌ای و اغراق‌آمیز فرهنگ‌های شرقی را به تصویر می‌کشد.